# Aaron Burckhard
Aaron Burckhard  (* 14. listopadu 1963, Aberdeen, Washington, USA je americký bubeník, který v roce 1987 hrál s Nirvanou.
Burckhard hrál s Nirvanou na jednom z jejich prvních vystoupení na párty v Raymondu ve Washingtonu. Jeho představa o tom, jaký styl hudby by měla skupina tehdy hrát, se značně rozcházela s představami dalších členů skupiny, kterými byli Kurt Cobain a Krist Novoselic, a proto se s kapelou brzy rozešel.